# Jean-Pierre Labesse
Jean-Pierre Labesse (janeiro de 1943) é um matemático francês. Trabalha com formas automorfas e teoria dos números (Programa Langlands).
Labesse obteve um doutorado em 1971 na Universidade Paris VII, orientado por Roger Godement, coma tese  La formule des traces de Selberg. É desde 1986 Professor da Universidade Paris VII. Foi diretor de estudos matemáticos da Escola Normal Superior de Paris.
Labesse foi um dos primeiros a introduzir o Programa Langlands na França. Em especial investigou a fórmula do traço de Arthur–Selberg.

## Obras
- Cohomologie, stabilisation et changement de base, Astérisque 257, SMF 1999.
- Noninvariant base change identities, Mémoires SMF 1995.
- La formule des traces d'Arthur-Selberg, Séminaire Bourbaki 636, 1984/85.
- com Langlands L-indistinguishability for SL(2), Canadian J. Math. 31, 1979, 726-785.